# Erste Bank Open 2023
Erste Bank Open 2023 — тенісний турнір, що проходив на кортах з твердим покриттям у місті Відень, Австрія з  23 до 29 жовтня. Належав до категорії ATP 500, був турніром серії Vienna Open 2023 року.

## Фінальна частина

### Одиночний розряд
Яннік Сіннер —   Данило Медведєв 7–6(9–7), 4–6, 6–3

### Парний розряд
Ражів Рам /  Джо Солсбері —  Натаніел Ламмонс /  Джексон Вітроу 6–4, 5–7, [12–10]